# José Gavinho Viana
José Gavinho Viana ComC (Viana do Castelo, 22 de junho de 1826 — Carapebus, 30 de janeiro de 1904) foi um fidalgo português, comendador, escravocrata, capitalista, negociante, fazendeiro e senhor de engenho estabelecido no Brasil durante o Império.
Filho de um grande capitalista e armador, António Gavinho, e de D. Teresa de São José, foi neto paterno dos fidalgos João Gavinho e D. Joana Gavinho, e materno do político José Gonçalves e de D. Josefa Sebastiana, rica proprietária da vila d'A Guarda, Reino da Galiza. Era sobrinho de Manuel José Gavinho, poderoso administrador do Conselho de Viana do Castelo, comendador da Ordem de Cristo, cavaleiro templário maçônico da Ordem de Malta, chefe do partido "Histórico", depois "Progressista", além de notório "Cabralista". Foi batizado por seu parente o cônego prior Dom Francisco Pedro de Araújo Leme.
A família Gavinho tem ligações com o Brasil desde que o capitão-mor André Fernandes Gavinho teve por sesmarias extensas terras na Ilha Grande de Joannes, hoje Ilha de Marajó, ainda no século XVIII, tornando-se governador-geral. O “Dicionário das Famílias Brasileiras” descreve-os como: “Importante e antiga família de origem espanhola, constituída de abastados proprietários de terras (...)”.  Na intenção de se apossar de heranças familiares no Brasil, o comendador Gavinho se instalou no município de Macaé (Rio de Janeiro), contratando consórcio matrimonial com membro de tradicional família campista, D. Anna Maria das Virgens Pereira Rabello, a "Sá-Dona", cujos antepassados são citados na historiografia regional como destacados senhores de engenho. Viúvo jovem, casou-se mais duas vezes com herdeiras Pereira Rabello, consecutivamente, sobrinha e prima de sua primeira esposa. Deixou conhecida descendência dos três casamentos.
Foi negociante/importador com um grande trapiche/porto em Carapebus (RJ). Fazendeiro de café e açúcar, possuía cinco grandes propriedades, uma das quais contava com moderno engenho a vapor inaugurado em 1872. Era produtor de uma famosa aguardente, além do "Licôr Noblesse", em sociedade com o Padre José Alves da Cruz e o Comendador Antônio Dias Coelho Neto dos Reis.
O comendador Gavinho associou-se a muitas instituições pias no Brasil e na Europa. Em Macaé, ingressou, a 11 de maio de 1851, na Irmandade do Santíssimo Sacramento da Freguesia de Carapebus. Em 9 de abril de 1864 lidera os fundadores da sociedade musical “União Recreio Carapebuense”. No ano seguinte figura em uma “representação dos principais fazendeiros e negociantes dos municípios de Macaé e Campos dos Goytacazes”, envidada a Presidência da Província, que “não podendo ver impassíveis deteriorar-se” as obras do Canal Campos-Macaé, pedem por providências. Fez parte de um grupo de “fazendeiros e negociantes” que concorreram “com escravos e dinheiro” para o adiantamento das obras da primeira Igreja Matriz da Freguesia de Carapebus. Embora as instituições religiosas macaenses só passem a ser citadas no Almanak Laemmert a partir do ano de 1877, já era membro em Macaé da “Confraria da Gloriosa Sant'Ana” no mínimo desde 1864, ano em que foi um dos “Protectores da Devoção do Senhor Morto”. Era membro da Maçonaria com Grau 33 e Cavaleiro Templário ligado a Ordem de Malta, que exige que o maçom professe e pratique a fé cristã. Foi vice-cônsul de Portugal em Macaé.
Recebeu o grau de comendador da Ordem de Cristo por decreto de Sua Majestade Fidelíssima Dom Pedro V, Rei de Portugal, pelos auxílios prestados a seus patrícios estabelecidos no Norte Fluminense.Também recebeu de Sua Majestade Fidelíssima Dom Carlos I, Rei de Portugal, o grau de cavaleiro da Ordem de Nossa Senhora da Conceição de Vila Viçosa, instituída por Dom João VI, em 1818.
Morreu em Carapebus (Rio de Janeiro), na sua Fazenda Caxanga, deixando uma fortuna em bens no Brasil e na Europa. Agrupou um precioso conjunto com obras de arte e antiguidades que hoje compõem a "Collecção D. Rosa Joaquina", um importante acervo privado conservado em Macaé (RJ).